# Катрін Брейя
Катрі́н Брейя́ (фр. Catherine Breillat; 13 липня 1948) — французька письменниця, феміністська режисерка, акторка. У своїх літературних і кінороботах досліджує питання сексуальності, гендерних взаємин і насильства, розкриваючи їх епатажно і відверто (зокрема, її останні фільми ледве не отримали гриф «порнографія» і у момент виходу знаходилися на межі заборони). Катрін Брейя також є професоркою «авторського кіно» у European Graduate School (Швейцарія), де веде літні семінари.
Зіграла в епізоді «Останнього танго в Парижі» Бернардо Бертолуччі, а свій перший фільм, «Справжня дівчина», зняла в 1976 році. Є авторкою сценаріїв до всіх своїх картин. Була однією із сценаристів у фільмі Федеріко Фелліні «І корабель пливе».
У 2018 підтримала українського режисера Олега Сенцова, незаконно ув'язненого у Росії.

## Режисерські роботи
- Справжня дівчина (фр. Une vraie jeune fille, 1976 рік)
- Нічний шум (фр. Tapage nocturne, 1979 рік)
- 36 дівок (фр. 36 fillette, 1988 рік)
- Брудний, як ангел (фр. Sale comme un ange, 1991 рік)
- З приводу Ніцци, сюїта (фр. À propos de Nice, la suite, 1995 рік)
- Ідеальне кохання (фр. Parfait amour!, 1996 рік)
- Роман (фр. Romance, 1999 рік)
- За мою сестру! (фр. À ma soeur!, 2001 рік)
- Вузька протока (фр. Brève traversée, 2001 рік)
- Секс — комедія (фр. Sex Is Comedy, 2002 рік)
- Анатомія пекла (фр. Anatomie de l'enfer, 2004 рік)
- Колишня коханка (фр. Une vieille maîtresse, 2007 рік)
- Синя борода (фр. Barbe bleue, 2009 рік)